# Coppa Italia 1993-1994 (fase finale)
Questa voce raccoglie un approfondimento sulle gare dei turni preliminari dell'edizione 1993-1994 della Coppa Italia di calcio.

## Ottavi di finale

### Andata
| Arbitro: | Bettin (Padova) |

|             |           |              |
| Orlando 25’ | Marcatori | 84’ Maccoppi |

| Arbitro: | Cesari (Genova) |

|  |           |                                 |
|  | Marcatori | 8’ 13’ Francescoli 35’ Aguilera |

| Arbitro: | Pacifici (Roma) |

|                |           |  |
| Centofanti 90’ | Marcatori |  |

| Arbitro: | Trentalange (Torino) |

|            |           |                 |
| Crippa 58’ | Marcatori | 6’ (rig.) Sabău |

| Arbitro: | Pellegrino (Barcellona Pozzo di Gotto) |

|              |           |  |
| Salvetti 90’ | Marcatori |  |

| Arbitro: | Luci (Firenze) |

|                          |           |              |
| Lombardo 45’ Salsano 75’ | Marcatori | 3’ Benedetti |

| Udine 1 dicembre 1993, ore 20:30 CET | Udinese         | 0 – 0 referto | Inter | Stadio Friuli (18.649 spett.)\| Arbitro: \| Nicchi (Arezzo) \| |
| Arbitro:                             | Nicchi (Arezzo) |               |       |                                                                |

| Arbitro: | Rodomonti (Teramo) |

|               |           |                 |
| Batistuta 65’ | Marcatori | 60’ 70’ Cerbone |

### Ritorno
| Arbitro: | Collina (Viareggio) |

|             |           |  |
| Piovani 90’ | Marcatori |  |

| Torino 15 dicembre 1993, ore 20:30 CET | Torino             | 0 – 0 referto | Atalanta | Stadio Delle Alpi (3.902 spett.)\| Arbitro: \| Bolognino (Milano) \| |
| Arbitro:                               | Bolognino (Milano) |               |          |                                                                      |

| Arbitro: | Rodomonti (Teramo) |

|                         |           |                                    |
| Fresta 16’ De Marco 36’ | Marcatori | 33’ De Angelis 80’ (rig.) Agostini |

| Arbitro: | Ceccarini (Livorno) |

|                          |           |                            |
| Lerda 87’ Ambrosetti 90’ | Marcatori | 27’ 52’ Melli 89’ Asprilla |

| Arbitro: | Cardona (Milano) |

|                             |           |  |
| Stroppa 64’ (rig.) Roy 105’ | Marcatori |  |

| Arbitro: | Stafoggia (Pesaro) |

|                                                                |                      |                                                                |
| Cappioli 6’ 51’                                                | Marcatori            | 40’ (rig.) Platt                                               |
| Comi Cappioli Carboni Festa Giannini Bonacina Benedetti Garzya | Tiri di rigore 6 – 7 | Platt Gullit Evani Vierchowod Mancini Lombardo Amoruso Mannini |

| Arbitro: | Rosica (Roma) |

|                                 |           |           |
| Fontolan 7’ Bergkamp 74’ (rig.) | Marcatori | 40’ Gelsi |

| Venezia 15 dicembre 1993, ore 20:00 CET | Venezia          | 0 – 0 referto | Fiorentina | Stadio Pierluigi Penzo (4.680 spett.)\| Arbitro: \| Baldas (Trieste) \| |
| Arbitro:                                | Baldas (Trieste) |               |            |                                                                         |

## Quarti di finale

### Andata
| Arbitro: | Luci (Firenze) |

|  |           |                                  |
|  | Marcatori | 12’ Brolin 52’ Zola 72’ Asprilla |

| Venezia 5 gennaio 1994, ore 20:00 CET | Venezia          | 0 – 0 referto | Ancona | Stadio Pierluigi Penzo (3.705 spett.)\| Arbitro: \| Arena (Ercolano) \| |
| Arbitro:                              | Arena (Ercolano) |               |        |                                                                         |

| Arbitro: | Brignoccoli (Ancona) |

|                           |           |                         |
| Ferazzoli 53’ Piovani 58’ | Marcatori | 22’ Annoni 45’ Venturin |

| Arbitro: | Pairetto (Nichelino) |

|              |           |  |
| Lombardo 33’ | Marcatori |  |

### Ritorno
| Arbitro: | Pellegrino (Barcellona Pozzo di Gotto) |

|                                                                      |           |             |
| Brolin 15’ 75’ Zola 41’ Sorce 77’ (rig.) Di Chiara 82’ Matrecano 90’ | Marcatori | 56’ Stroppa |

| Arbitro: | Amendolia (Messina) |

|                          |           |  |
| Vecchiola 14’ 76’ (rig.) | Marcatori |  |

| Arbitro: | Quartuccio (Torre Annunziata) |

|                             |           |             |
| Sinigaglia 17’ Venturin 89’ | Marcatori | 45’ Piovani |

| Arbitro: | Collina (Viareggio) |

|              |           |            |
| Fontolan 70’ | Marcatori | 89’ Gullit |

## Semifinali

### Andata
| Arbitro: | Bazzoli (Merano) |

|                        |           |              |
| Lombardo 55’ Platt 56’ | Marcatori | 31’ Asprilla |

| Arbitro: | Baldas (Trieste) |

|              |           |  |
| Agostini 22’ | Marcatori |  |

### Ritorno
| Arbitro: | Beschin (Legnago) |

|  |           |            |
|  | Marcatori | 22’ Gullit |

| Torino 24 febbraio 1994, ore 19:00 CET | Torino          | 0 – 0 referto | Ancona | Stadio Delle Alpi (10.561 spett.)\| Arbitro: \| Bettin (Padova) \| |
| Arbitro:                               | Bettin (Padova) |               |        |                                                                    |

## Finale

### Andata
| Arbitro: | Trentalange (Torino) |

| |            | |
| Andrea Armellini Sean Sogliano Felice Centofanti Marco Pecoraro Scanio Salvatore Mazzarano Milos Glonek Fabio Lupo Andrea Bruniera (49' Nicola Caccia) Massimo Agostini Gianluca De Angelis Sebastiano Vecchiola | Formazioni | Gianluca Pagliuca Giovanni Dall'Igna Michele Serena Ruud Gullit Pietro Vierchowod Stefano Sacchetti Attilio Lombardo Vladimir Jugovic (70' Giovanni Invernizzi) David Platt Roberto Mancini Alberico Evani |
| Vincenzo Guerini | Allenatori | Sergio Santarini (Direttore Tecnico) Sven Goran Eriksson |

### Ritorno
| Arbitro: | Luci (Firenze) |

| |            | |
| Vecchiola 50’ (aut.) Lombardo 58’ 75’ Vierchowod 65’ Bertarelli 80’ (rig.) Evani 85’ (rig.) | Marcatori  | 72’ Lupo |
| Gianluca Pagliuca Giovanni Invernizzi Michele Serena Ruud Gullit Pietro Vierchowod Stefano Sacchetti (87' Moreno Mannini) Attilio Lombardo Vladimir Jugovic David Platt Mauro Bertarelli (87' Fausto Salsano) Alberico Evani | Formazioni | Alessandro Nista Stefano Fontana Sean Sogliano Marco Pecoraro Scanio Salvatore Mazzarano Milos Glonek Fabio Lupo Massimo Gadda (59' Nicola Caccia) Massimo Agostini Gianluca De Angelis (68' Andrea Bruniera) Sebastiano Vecchiola |
| Sergio Santarini (Direttore Tecnico) Sven Goran Eriksson | Allenatori | Vincenzo Guerini |